# Mernel
Mernel é uma comuna francesa na região administrativa da Bretanha, no departamento Ille-et-Vilaine. Estende-se por uma área de 17,55 km². Em 2010 a comuna tinha 1 039 habitantes (densidade: 59,2 hab./km²).